# Yoshikatsu Kawaguchi
Yoshikatsu Kawaguchi (川口 能活 Kawaguchi Yoshikatsu?) född 15 augusti 1975 i Fuji, Shizuoka, är en japansk före detta fotbollsspelare. Han har deltagit i fyra olika VM-slutspel för Japan.

## Klubbar
- Júbilo Iwata Augusti 2005 –
- FC Nordsjælland Juli 2003 – 2005
- Portsmouth F.C.  2001 –  2003
- Yokohama F. Marinos 1994 – 2001
- Japans fotbollslandslag
  - Feb 1997 – (debut mot Sverige)
- Fotbolls-VM:
  - Fotbolls-VM 1998
  - Fotbolls-VM 2002
  - Fotbolls-VM 2006
  - Fotbolls-VM 2010